# Euxoa cariosa
Euxoa cariosa är en fjärilsart som beskrevs av Smith 1900. Euxoa cariosa ingår i släktet Euxoa och familjen nattflyn. Inga underarter finns listade i Catalogue of Life.